# Kaare Klint

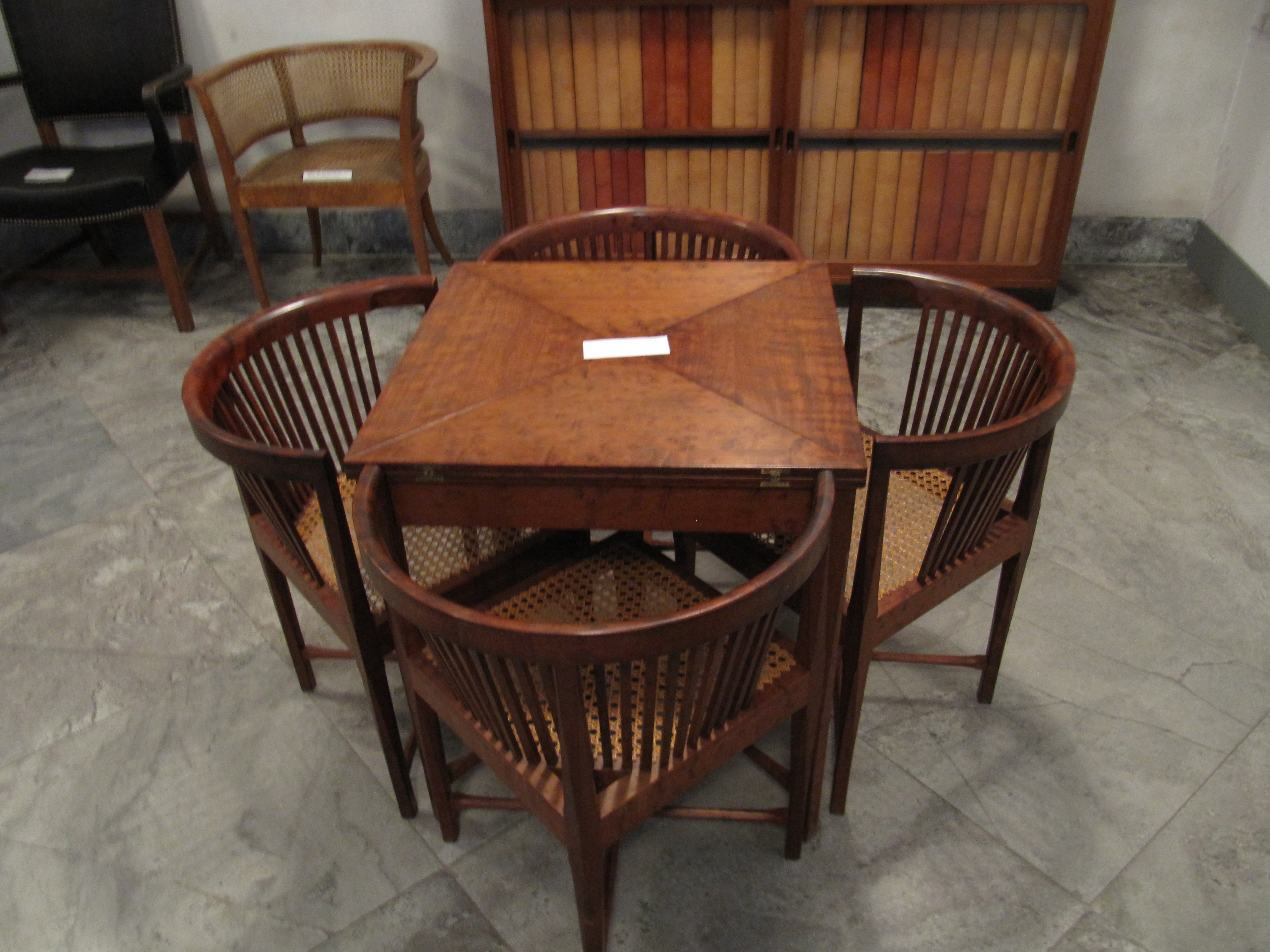
Stół oraz krzesła projektu Klinta znajdujące się w Muzeum Sztuki w Kopenhadze

Kaare Jensen Klint (ur. 15 grudnia 1888 we Frederiksbergu, zm. 28 marca 1954 w Kopenhadze) – duński architekt, artysta wizualny i projektant mebli, ojciec duńskiej szkoły nowoczesnego designu mebli.

## Życiorys

### Wczesne życie
Kaare Klint urodził się 15 grudnia 1888 roku w kopenhaskiej dzielnicy Frederiksberg jako syn Pedera Vilhelma Jensena-Klinta, również architekta oraz malarza. Klint praktykował jako meblarz w fabryce w Kalundborg i w Kopenhadze od 1893 roku. Brał udział w zajęciach w szkole technicznej w Kopenhadze, a także w szkole meblarskiej pod kierunkiem Jensa Møllera-Jensensa oraz Johana Rohde. Został następnie przydzielony do Carla Petersena; fachu uczył się także od ojca, który ukończył swój pierwszy projekt architektoniczny w 1896 roku.

### Kariera architektoniczna
W latach 1921–1926 był odpowiedzialny był za przekształcenie szpitala Frederiks w duńskie Muzeum Sztuki i Projektowania wraz z Thorkildem Henningsenem i Ivarem Bentsenem. W 1927 roku stworzył także krzesło w mahoniu do muzeum zainspirowane angielskimi krzesłami z XVIII wieku.
Projekty mebli firmy Klinta opierały się na funkcjonalności, proporcjach dostosowanych do ludzkiego ciała, kunszcie i zastosowaniu wysokiej jakości materiałów. Przykładami jego pracy są: Stołek Śmigłowy (1927), Krzesło Safari i Krzesełko Pokładowe (oba z 1933 roku), Krzesło Kościelne (1936) i Łóżko Okrągłe (1938) z zaokrąglonymi bokami i zaokrąglonymi końcami oraz z ręcznie tkanymi tekstyliami.

### Późniejsze prace
W 1924 roku pomógł założyć Wydział Projektowania Mebli w Królewskiej Duńskiej Akademii Sztuk Pięknych, której został profesorem, a później profesorem nadzwyczajnym. Klint wywarł silny wpływ na design duńskich mebli, inspirując takich projektantów, jak Poul Kjærholm i Børge Mogensen. Projektował także tkaniny, lampy i organy. Klint zdobył wiele wyróżnień, w tym medal Eckersberga w 1928 roku i medal CF Hansen w 1954 roku. W 1949 roku został honorowym królewskim projektantem dla przemysłu w Londynie.
Do śmierci w 1954 roku kontynuował pracę jako profesor. Został pochowany na cmentarzu Tibirke.